# Vila Domergue
Vila Domergue je vila ve stylu art deco na francouzské riviéře ve městě Cannes, na adrese 15 avenue Fiesole. Ve vile zasedá oficiální porota filmového festivalu v Cannes, která zde vybírá laureáta Zlaté palmy.

## Dějiny
Malíř Jean-Gabriel Domergue koupil v roce 1926 pozemek. Navrhl, nakreslil a nechal v roce 1929 postavit vilu, původně nazvanou „villa Fiesole“, na adrese 15 avenue Fiesole v Cannes. Architekty byli Émile Molinié a Charles Nicod. Domergue byl ovlivněn italským renesančním stylem, zejména toskánskou vilou, kterou viděl ve Fiesole nedaleko Florencie.
Jeho žena, Odette Maugendre-Villersová, která byla sochařkou, navrhla terasovité středomořské zahrady, rybníky a vodopády a park osázela starožitnými bustami a uměleckými předměty vlastní kompozice (vytesala sarkofág v etruském stylu, určený k uložení jejich těl po smrti, což zpočátku nebylo možné kvůli zákonu zakazujícímu pohřbívání na soukromém pozemku), nebo díly shromážděnými během mnoha cest manželů. Pár žil ve vile od roku 1932.
V roce 1973, po smrti svého manžela (1962), odkázala Odette Domergue majetek městu Cannes.
Vila byla 19. září 1990 zapsána na seznam historických památek.
V listopadu 2000 byli ostatky obou manželů podle jejich poslední vůle uloženy v zahradě vily. Manželé byli do té doby pohřbeni na hřbitově Grand Jas.

## Funkce
Ve vile se pořádají společenské akce a oficiální městské akce a od července do září je otevřena pro umělecké výstavy. Od roku 2003 se zde v srpnu koná akce Jazz à Domergue.
Od 90. let 20. století je vila také místem, kde se koncem května schází oficiální porota filmového festivalu v Cannes k závěrečnému jednání. Zde se vybírá vítěz hlavního ocenění Zlatá palma.